# 竹本梶太夫
竹本 梶太夫（たけもと かじたゆう）は、義太夫節の太夫。竹本染太夫の前段階で名乗る事が多い。

## 初代
後の3代目竹本染太夫。

## 2代目
（生年不詳 - 文化11年（1814年）7月25日）
初代の実子。菅太夫が1794年頃に2代目梶太夫を襲名。

## 3代目
後の竹本越前大掾。

## 4代目
後の6代目竹本染太夫。

## 5代目
後の7代目竹本染太夫。

## 6代目
後の8代目竹本染太夫。